# ورزشگاه فرانسیس فیلد
ورزشگاه فرانسیس فیلد (انگلیسی: Francis Field) یک ورزشگاه چند منظوره در شهر سنت لوئیس، ایالات متحده آمریکا است.
این ورزشگاه که در سال ۱۹۰۴ تأسیس شده دارای ۴۰۰۰ نفر ظرفیت می‌باشد و ورزشگاه اصلی بازی‌های المپیک تابستانی ۱۹۰۴ بوده است.

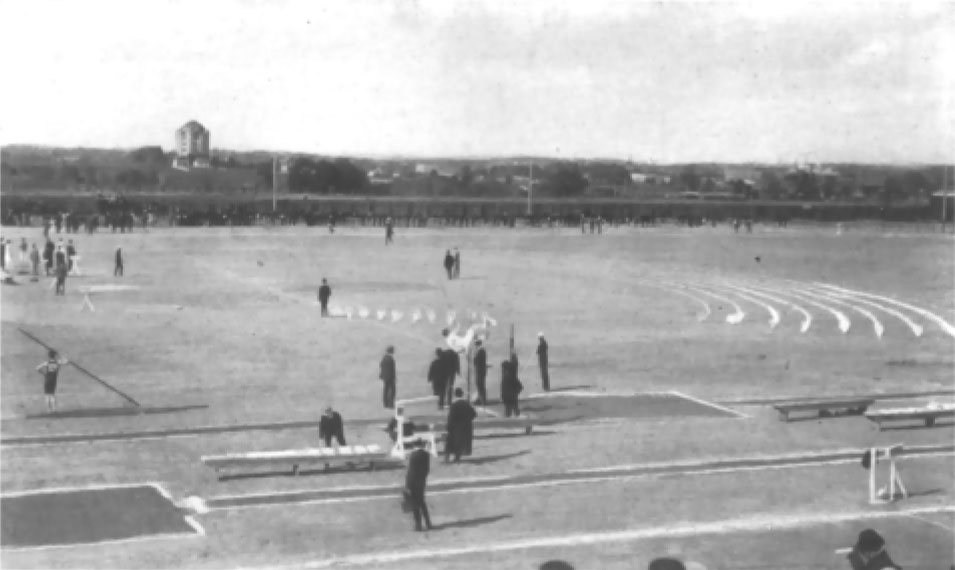
ورزشگاه فرانسیس فیلد در بازی‌های المپیک تابستانی ۱۹۰۴